# Großprüfening-Dechbetten-Königswiesen

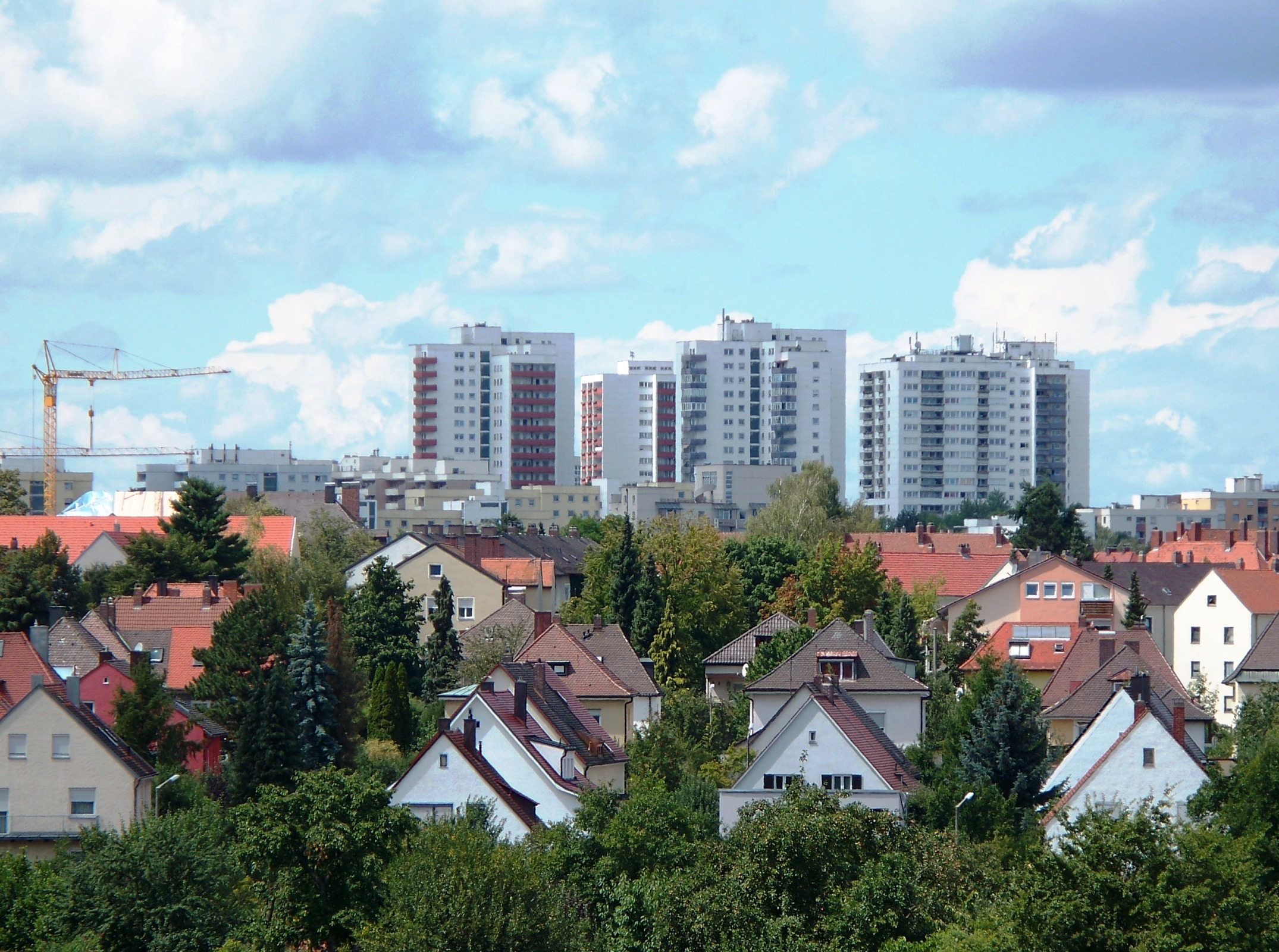
Hochhäuser in Königswiesen

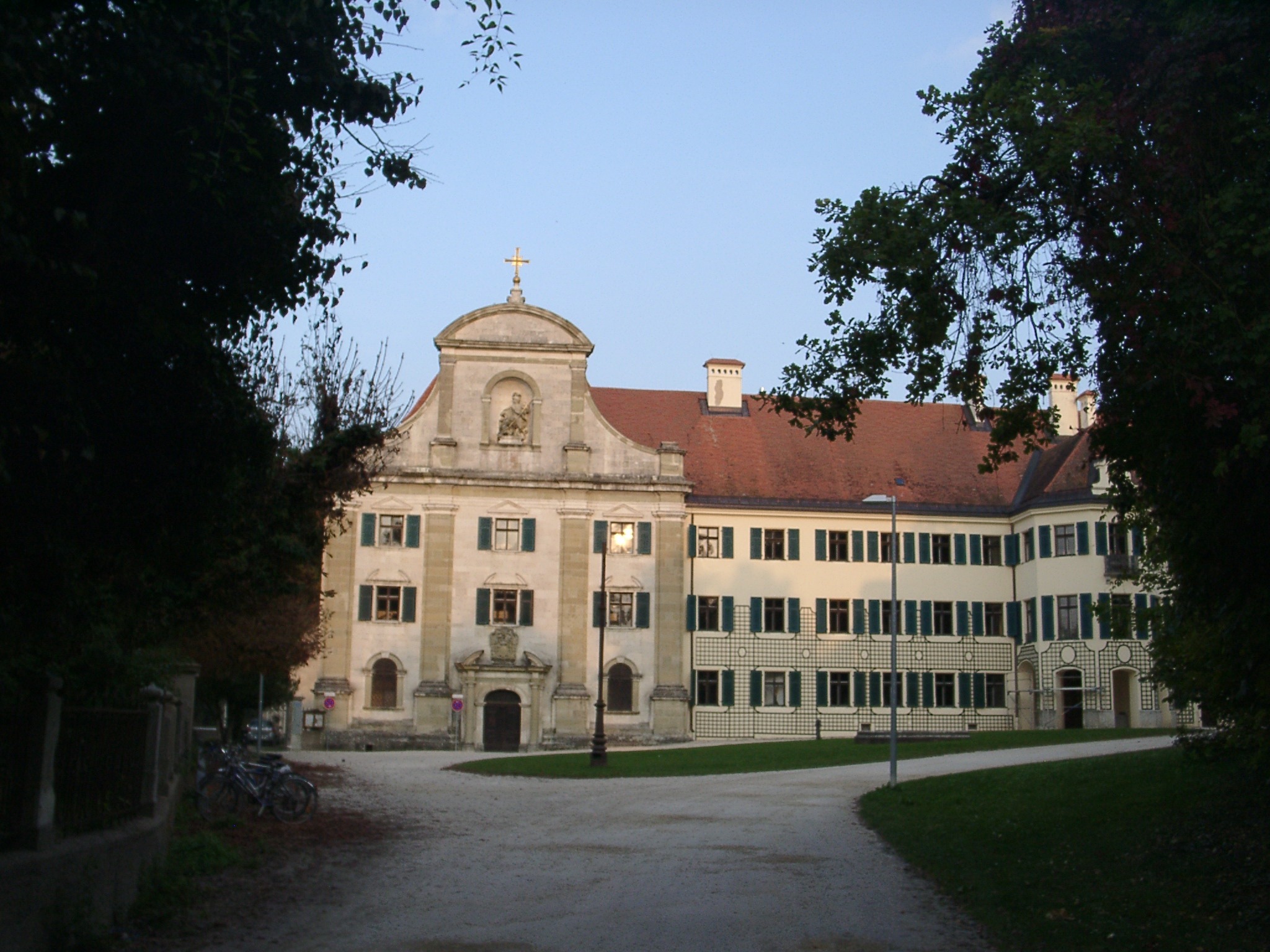
Kloster Prüfening

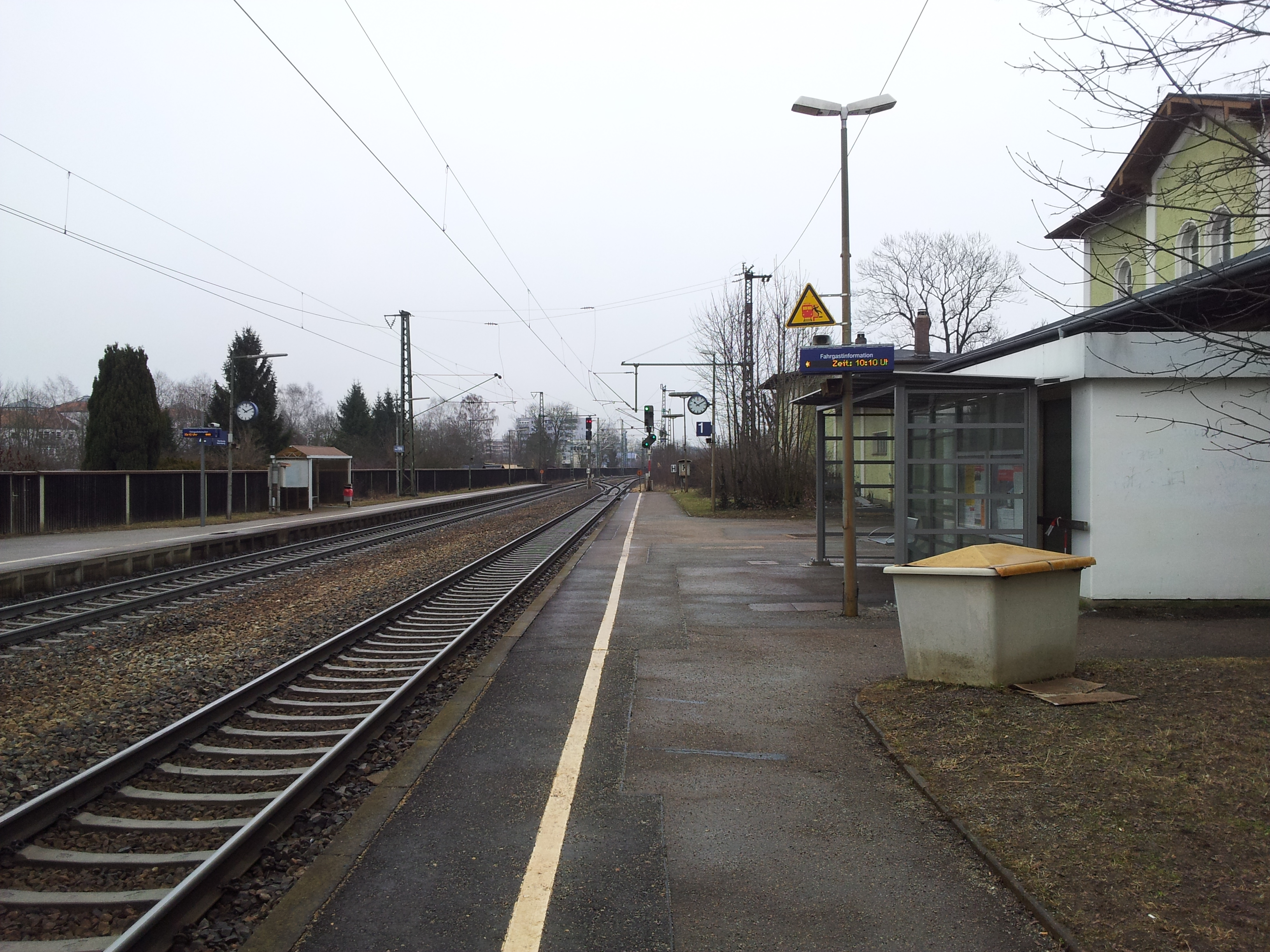
Der Bahnhof Regensburg-Prüfening

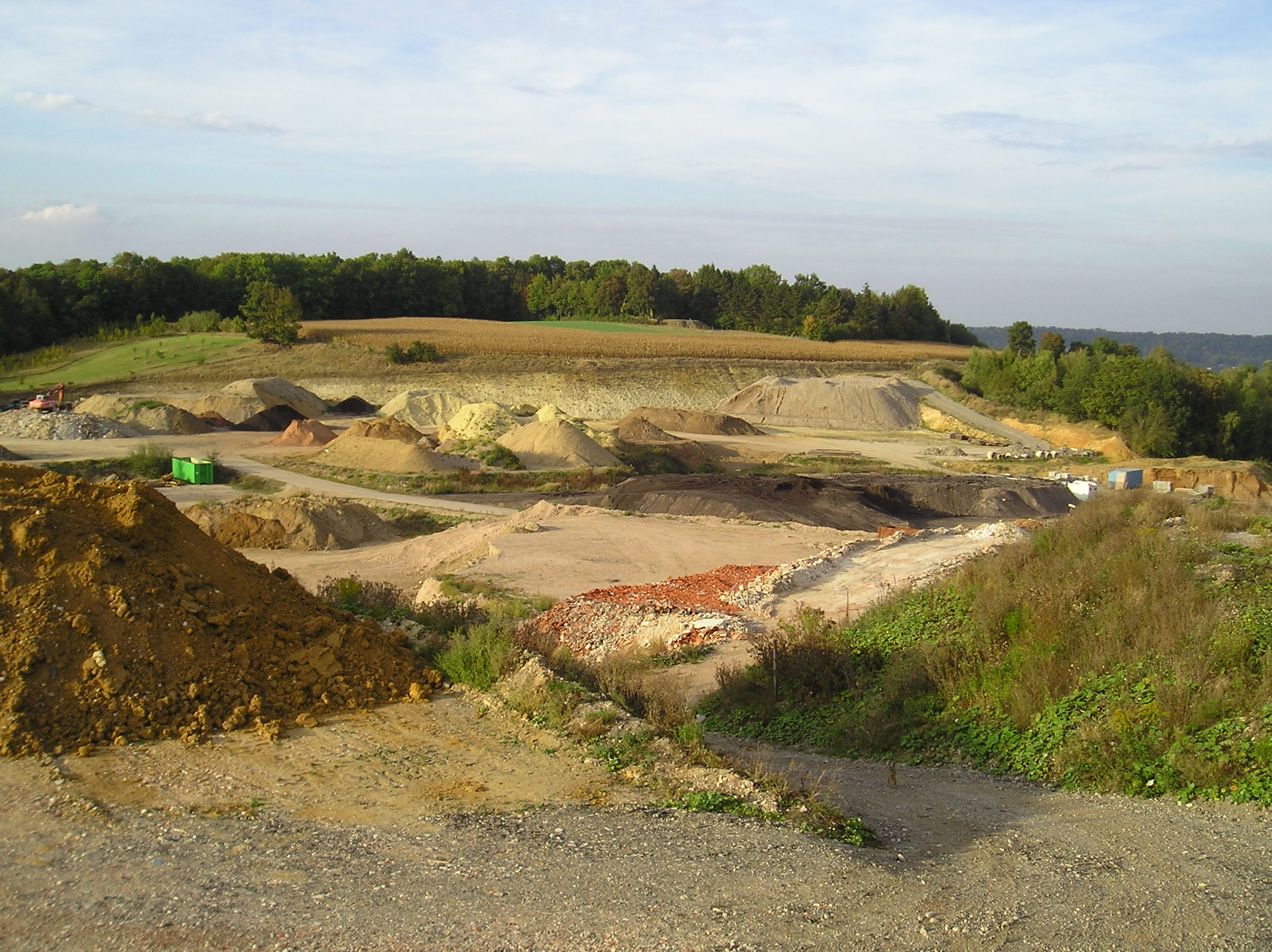
Blick in die Friedrich-Zeche

Großprüfening-Dechbetten-Königswiesen ist der Stadtbezirk 14 von Regensburg. Der Stadtbezirk liegt im Westen der Stadt südlich des Westenviertel und westlich von Kumpfmühl-Ziegetsdorf-Neuprüll.
Am 1. April 1938 wurden Großprüfening, Dechbetten und Königswiesen in die Stadt Regensburg eingemeindet.  Der Stadtbezirk 14 Großprüfening-Dechbetten-Königswiesen hat eine Fläche von 3,51 km² und 7.920 Einwohner (Gesamtbevölkerung laut Melderegister vom 31. Dezember 2016). Unterbezirke sind Königswiesen-Nord und Dechbetten-Großprüfening.

## Teilorte

### Großprüfening
Großprüfening hat noch deutlich dörflichen Charakter. Die Entstehung des Reihendorfes ist eng mit dem Kloster Prüfening verbunden, das 1803 säkularisiert wurde.
Der Ortsname Prüfening ist wahrscheinlich römischen Ursprungs (von dem lat. Personennamen Probinus, der sich von probus „gerecht“ ableitet). Die Gegend wurde, wie Funde bezeugen, schon in der Jungsteinzeit sowie der Hallstattzeit und in den Keltenzeit besiedelt. Aus der römischen Zeit sind Funde eines Kastells und eines Lagerdorfes bezeugt. Fundgegenstände können im Römerpavillon am Kornweg besichtigt werden.
Seit dem frühen Mittelalter besteht bei Großprüfening eine Fährverbindung über die Donau, die 1189 erstmals schriftlich erwähnt wurde. Das Überfuhrrecht lag beim Kloster Prüfening. Über diese Flussquerung lief auch der Fernhandel nach Nürnberg. Durch die Verlegung der Fernverkehrsstraße nach Nürnberg ans gegenüberliegende Donauufer verlor der Ort an wirtschaftlicher Bedeutung. Durch das bayerische Gemeindeedikt von 1818 wurde die Landgemeinde Großprüfening gebildet. Ab der zweiten Hälfte des 19. Jahrhunderts entwickelte sich der Ort bei den Regensburger Bürgern zum Ausflugs- und Wanderziel sowie als Sommerfrische. Außerdem war Großprüfening, das von zahlreichen Nussbäumen umgeben war, als das Regensburger „Nussdorf“ bekannt. 1873 bekam Großprüfening einen Eisenbahnanschluss und einen eigenen Bahnhof. Heute ist der Stadtbezirk Großprüfening-Dechbetten-Königswiesen durch den Bahnhof Regensburg-Prüfening an den Bahnverkehr angeschlossen.
Kunsthistorisch ist die St.-Anna-Kirche mit drei spätgotischen Flügelaltären bedeutsam.

### Dechbetten
In Dechbetten steht die Filial- und Wallfahrtskirche Mariä Himmelfahrt. Seit 1266 war für die Pfarrkirche von Dechbetten das Kloster St. Emmeram in Regensburg zuständig gewesen, ab 1805 dann die Pfarrei in Großprüfening. Durch das bayerische Gemeindeedikt von 1818 wurde die Landgemeinde Dechbetten gebildet, zu der auch der Gutshof Königswiesen gehörte.

### Königswiesen
Im Königswiesener Park befindet sich eine Gruftkapelle aus dem 19. Jahrhundert für Mitglieder der Familien Boutteville und Zuylen van Nyefelt, die Vorbesitzer des ehemaligen landwirtschaftlichen Gutshofes Königswiesen waren.
Königswiesen besteht einerseits aus der Hochhaussiedlung Königswiesen-Nord, die ab dem Jahr 1972 von dem bundesweit tätigen Wohnungsunternehmen Neue Heimat errichtet wurde. Auf dem Hügel eines landwirtschaftlichen Gutes entstanden 118 Wohnblöcke und Hochhäuser mit insgesamt 2300 Wohneinheiten. Die Ansammlung der Hochhausgebäude wird von der Friedrich-Ebert-Straße umfangen, sowie im Süden begrenzt von der Wohnsiedlung der 1980er Jahre Königswiesen-Süd, die auch Reihen- und Einfamilienhäuser aufweist. Südwestlich von Königswiesen-Nord und tiefer gelegen findet sich der Königswiesener Park sowie ein in den 1990er Jahren entstandenes Gewerbegebiet.

## Karten

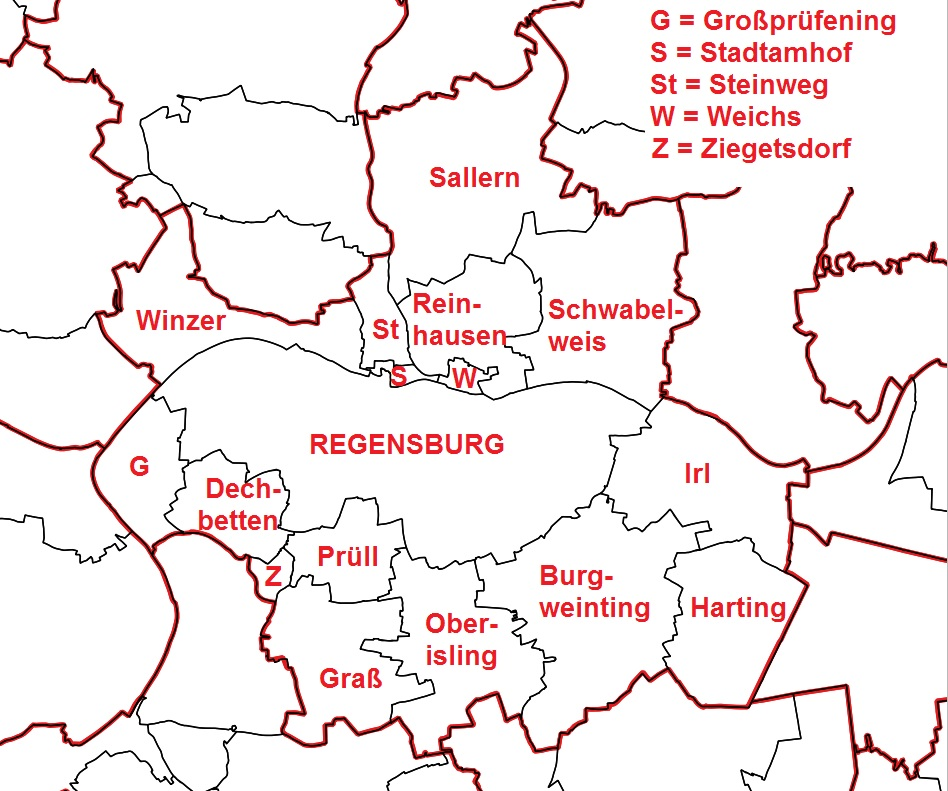
Regensburg Gemarkungen
Regensburg Stadtbezirke

## Wirtschaft
In der Friedrich-Zeche in Dechbetten werden seit 1903 Braunkohle und Ton abgebaut, zunächst im Untertagebau, dann im Tagebau. Neben Braunkohle und Ton werden inzwischen auch Gesteine, Sande und Erden abgebaut sowie Erdaushub und Bauschutt eingelagert. Eine Abbaugenehmigung liegt bis 2029 vor. Die nahe gelegene Ziegelei war bis 1997 in Betrieb. Die Braunkohle wurde als Zuschlagstoff für die Ziegelherstellung und als Brennstoff verwendet. Die Braunkohle wird heute auch als Bodensubstrat als Alternative zu Rindenmulch vermarktet.

## Persönlichkeiten
- Johann Gebhard (1676–1756), Maler des bayerischen Barock und Rokoko. Beigesetzt in Dechbetten.
- Georg Anton Machein (1685–1739), geboren in Großprüfening, Bildhauer und Holzschnitzer.
- Otto Gebhard (1703–1773), Maler des bayerischen Rokoko. Beigesetzt in Dechbetten.
- Max Schönleutner (1778–1831), deutscher Agrarwissenschaftler. Beigesetzt in Hochmutting bei München.
- Michael Hoferer (1820–1894), Schmiedemeister, Bürgermeister und Bauerngutsbesitzer. Hauptverantwortlicher für den Eisenbahnanschluss von Prüfening an die bayerische Ostbahn. Beigesetzt in Dechbetten.
- Johann Baptist Hoferer (1860–1936), Schmiedemeister, Bauerngutsbesitzer und Lokalpolitiker. Beigesetzt in Pettendorf.
- Maria Emanuel Markgraf von Meißen (1926–2012), von 1968 bis zu seinem Tode Oberhaupt des ehemals königlich sächsischen Hauses Wettin Albertinische Linie, geboren im Schloss Prüfening
- Heinrich „Heiner“ Glas (* 1942) Bildhauer, Zeichner und Installationskünstler, geboren in Prüfening.